# Lethe violaceopicta
Lethe violaceopicta är en fjärilsart som beskrevs av Gustave Arthur Poujade 1884. Lethe violaceopicta ingår i släktet Lethe och familjen praktfjärilar. Inga underarter finns listade i Catalogue of Life.